# Domaszowka (przystanek kolejowy)
Domaszowka (ros. Домашёвка) – przystanek kolejowy w miejscowości Domaszowka, w rejonie mieszczowskim, w obwodzie kałuskim, w Rosji. Położony jest na linii Moskwa – Briańsk – Kijów.
Dawniej stacja kolejowa.